# Оштри Зид
Оштри Зид је насељено место у општини Берек, Бјеловарско-билогорска жупанија, Хрватска.

## Историја
До територијалне реорганизације у Хрватској био је у саставу старе општине Гарешница.

## Становништво
У попису становништва из 2011. године, Оштри Зид је имао 102 становника.
| Број становника према пописима | Број становника према пописима | Број становника према пописима | Број становника према пописима | Број становника према пописима | Број становника према пописима | Број становника према пописима | Број становника према пописима | Број становника према пописима | Број становника према пописима | Број становника према пописима | Број становника према пописима | Број становника према пописима | Број становника према пописима | Број становника према пописима | Број становника према пописима |
| ------------------------------ | ------------------------------ | ------------------------------ | ------------------------------ | ------------------------------ | ------------------------------ | ------------------------------ | ------------------------------ | ------------------------------ | ------------------------------ | ------------------------------ | ------------------------------ | ------------------------------ | ------------------------------ | ------------------------------ | ------------------------------ |
| 1857                           | 1869                           | 1880                           | 1890                           | 1900                           | 1910                           | 1921                           | 1931                           | 1948                           | 1953                           | 1961                           | 1971                           | 1981                           | 1991                           | 2001                           | 2011                           |
| 228                            | 238                            | 215                            | 313                            | 385                            | 395                            | 367                            | 428                            | 385                            | 382                            | 370                            | 304                            | 239                            | 177                            | 147                            | 102                            |

### Попис1991.
У попису становништва из 1991. године, Оштри Зид је имао 177 становника, следећег националног састава:
| Попис 1991.‍ | Попис 1991.‍ | Попис 1991.‍ | Попис 1991.‍ | Попис 1991.‍ |
| ----------- | ----------- | ----------- | ----------- | ----------- |
|             |             |             |             |             |
| Хрвати      | Хрвати      |             | 139         | 78,53%      |
| Срби        | Срби        |             | 25          | 14,12%      |
| Мађари      | Мађари      |             | 8           | 4,51%       |
| Југословени | Југословени |             | 4           | 2,25%       |
| Муслимани   | Муслимани   |             | 1           | 0,56%       |
| укупно: 177 |             |             |             |             |

### Попис1910.
| Оштри Зид | Оштри Зид                                                                                               |
| --- | --- |
| језик | вера |
| <div style="border:solid transparent;position:absolute;width:100px;line-height:0; укупно: 395 Хрватски 234 (59,24%) Српски 111 (28,10%) Мађарски 50 (12,65%) - (-%) | укупно: 395 Римокатолици 261 (66,07%) Православци 111 (28,10%) Калвинисти 22 (5,56%) Лутерани 1 (0,25%) |